# Cmentarz żydowski w Komorzu Nowomiejskim
Cmentarz żydowski w Komorzu Nowomiejskim – kirkut należał do gminy żydowskiej w Nowym Mieście nad Wartą. Mieścił się za miastem na wzniesieniu nad Wartą, we wsi Komorze Nowomiejskie. 
Po 1931 roku gmina żydowska w Nowym Mieście uległa likwidacji. Pozostał niewielki ślad materialny po nekropolii. W Muzeum Okręgowym w Jarocinie można zobaczyć macewę znalezioną na terenie kirkutu przez byłego dyrektora muzeum, Eugeniusza Czarnego. Nagrobek upamiętnia „panią Fajgele córce Icchaka ha-Kohena zmarłą w dniu 20 miesiąca kislew 5609 roku” (15 grudnia 1848 roku).